# بسلويك (كورنوال)
بسلويك (بالإنجليزية: Boslowick)‏ هي قرية تقع في المملكة المتحدة في كورنوال.